# Сугоякское сельское поселение
Сугоякское се́льское поселе́ние — муниципальное образование в Красноармейском районе Челябинской области Российской Федерации. В рамках административно-территориального устройства муниципальное образование  соответствует административно-территориальной единице Сугоякский сельсовет.
Административный центр — село Сугояк.

## История
Статус и границы сельского поселения установлены Законом Челябинской области от 9 июля 2004 года № 243-ЗО «О статусе и границах Красноармейского муниципального района и сельских поселений в его составе»

## Население
| 2002  | 2010  | 2011  | 2012  | 2013  | 2014  | 2015  |
| ----- | ----- | ----- | ----- | ----- | ----- | ----- |
| 1874  | ↘1503 | ↗1507 | ↘1493 | ↗1507 | ↘1500 | ↘1457 |
| 2016  | 2017  | 2018  | 2019  | 2020  | 2021  |       |
| ↘1427 | ↘1411 | ↘1372 | ↘1329 | ↘1301 | ↗1368 |       |

## Состав сельского поселения
| № | Населённый пункт | Тип населённого пункта       | Население |
| - | ---------------- | ---------------------------- | --------- |
| 1 | Кирды            | село                         | ↘254      |
| 2 | Кошкуль          | деревня                      | ↘6        |
| 3 | Сугояк           | село, административный центр | ↘915      |
| 4 | Усольцево        | посёлок                      | ↘328      |